# سنگ ماه تولد
سنگ ماه تولد (انگلیسی: Birthstone) یک سنگ قیمتی است که ماه تولد یک فرد را نشان می‌دهد. سنگ‌های ماه تولد اغلب به عنوان جواهرات و به عنوان آویزه استفاده می‌شود.

## تاریخچهٔ سنگ‌های ماه تولد
در سنت‌های غربی:
یوسف فلاوی مورخ یهودی قرن اول معتقد بود که پیوندی بین دوازده سنگ در حوشن هارون (به معنی قبایل اسرائیل، همان‌طور که در کتاب خروج شرح داده شده‌است)، دوازده ماه سال و دوازده نشانهٔ منطقةالبروج وجود دارد.

## سنگ تولدهای مرسوم و سنتی
سنگ تولدهای مدرن
در سال ۱۹۱۲ در تلاشی برای استانداردسازی سنگ‌های ماه تولد، انجمن (آمریکایی) جواهرات ملی (که اکنون انجمن جواهرسازان آمریکا نامیده می‌شود) در یک گردهمایی رسماً یک لیست را تصویب نمود. انجمن صنعت جواهرات آمریکا این فهرست را در سال ۱۹۵۲ با اضافه کردن کریزوبریل به ماه ژوئن، کوارتز به ماه نوامبر و تورمالین صورتی به ماه اکتبر به روز کرد. آنها همچنین برای ماه دسامبر، لاجورد را با زیرکن جایگزین کردند و و گوهرهای اصلی/ جایگزین را برای ماه مارس تغییر دادند. در سال ۲۰۰۲ انجمن صنف جواهرات آمریکا، تانزانیات را به عنوان سنگ ماه تولد برای ماه دسامبر اضافه کرد. در سال ۲۰۱۶، انجمن صنف جواهرات آمریکا و انجمن جواهرسازان آمریکا اسپینل را به عنوان سنگ ماه تولد اضافی برای ماه اوت اضافه کرد. انجمن ملی گلداسمیت بریتانیا فهرست استاندارد شدهٔ خود از سنگ‌های ماه تولد را در سال ۱۹۳۷ ایجاد کردند.

## در سنت‌های شرقی
|          | سنگ ماه تولد | نماد ماه تولد | رنگ محبوب             | عدد شانس |
| فروردین  | الماس        | قوچ           | قرمز ، صورتی روشن     | 9        |
| اردیبهشت | زمرد         | گاو نر        | آبی سمانی ،صورتی،بنفش | 6        |
| خرداد    | مروارید      | دوقلوها       | زرد ،سبز،آبی          | 5        |
| تیر      | یاقوت سرخ    | خر چنگ        | خاکستری،آبی،سبز       | 5        |
| مرداد    | زبرجد        | شیر           | رنگ های غروب آفتاب    | 1        |
| شهریور   | یاقوت کبود   | فرشته         | نقره ای سبز خاکستری   | 2        |
| مهر      | اوپال        | ترازو         | بژ،قهوه ای            | 6        |
| آبان     | توپاز        | عقرب          | قرمز تیره             | 9        |
| آذر      | فیروزه       | اسب انسان نما | ارغوانی               | 3        |
| دی       | گارنت        | بز            | ماگنولی               | 8        |
| بهمن     | آماتیست      | مرد و دلو     | آبی اسمانی            | 4        |
| اسفند    | آکوارمین     | ماهی          | سایه آبی،سبز دریایی   | 7        |

## سنگ‌های تولد در فرهنگ‌ها
| ماه                               | قرن‌های ۱۵ تا ۲۰ میلادی              | آمریکا (۱۹۱۲)    | آمریکا (۲۰۱۶)               | بریتانیا (۲۰۱۳)    |
| --------------------------------- | ----------------------------------- | ---------------- | --------------------------- | ------------------ |
| ژانویه (۱۱ دی تا ۱۱ بهمن)         | گارنت                               | گارنت            | گارنت                       | گارنت              |
| فوریه (۱۲ بهمن تا ۹ اسفند)        | آمیتیست، زیرکن، مروارید             | آمیتیست          | آمیتیست                     | آمیتیست            |
| مارس (۱۰ اسفند تا ۱۱ فروردین)     | سنگ خون، یشم                        | سنگ خون، گوشنیت  | گوشنیت، سنگ خون             | گوشنیت، سنگ خون    |
| آوریل (۱۲ فروردین تا ۱۰ اردیبهشت) | الماس، یاقوت کبود                   | الماس            | الماس                       | الماس، کوارتز      |
| مه (۱۱ اردیبهشت تا ۱۰ خرداد)      | زمرد، عقیق                          | زمرد             | زمرد                        | زمرد، عقیق سبز     |
| ژوئن (۱۱ خرداد تا ۹ تیر)          | کریزوبریل، فیروزه، عقیق             | مروارید، سنگ ماه | مروارید، سنگ ماه، کریزوبریل | مروارید، سنگ ماه   |
| ژوئیه (۱۰ تیر تا ۹ مرداد)         | فیروزه، باباغوری                    | یاقوت            | یاقوت                       | یاقوت، عقیق جگری   |
| اوت (۱۰ مرداد تا ۹ شهریور)        | باباغوری، عقیق جگری، سنگ ماه، توپاز | باباغوری، زبرجد  | زبرجد، اسپینل               | زبرجد، باباغوری    |
| سپتامبر (۱۰ شهریور تا ۸ مهر)      | زبرجد                               | یاقوت کبود       | یاقوت کبود                  | یاقوت کبود، لاجورد |
| اکتبر (۹ مهر تا ۹ آبان)           | اوپال، گوشنیت                       | اوپال، تورمالین  | اوپال، تورمالین             | اوپال              |
| نوامبر (۱۰ آبان تا ۹ آذر)         | توپاز، مروارید                      | توپاز            | توپاز، کوارتز               | توپاز، کوارتز      |
| دسامبر (۱۰ آذر تا ۱۰ دی)          | سنگ خون، یاقوت                      | فیروزه، لاجورد   | فیروزه، زیرکن، تانزانیت     | تانزانیت، فیروزه   |

## سنگ‌های تولد در برج‌های منطقةالبروج
| برج       | تاریخ                         | گوهر       |
| --------- | ----------------------------- | ---------- |
| برج دلو   | ۲۱ ژانویه تا ۱۸ فوریه (بهمن)  | گارنت      |
| برج حوت   | ۱۹ فوریه تا ۲۰ مارس (اسفند)   | آمیتیست    |
| برج حمل   | ۲۱ مارس تا ۲۰ آوریل (فروردین) | سنگ خون    |
| برج ثور   | ۲۱ آوریل تا ۲۱ مه (اردیبهشت)  | یاقوت کبود |
| برج جوزا  | ۲۲ مه تا ۲۱ ژوئن (خرداد)      | عقیق       |
| برج سرطان | ۲۲ ژوئن تا ۲۲ ژوئیه (تیر)     | زمرد       |
| برج اسد   | ۲۳ ژوئیه تا ۲۲ اوت (مرداد)    | بابا غوری  |
| برج سنبله | ۲۳ اوت تا ۲۲ سپتامبر (شهریور) | عقیق جگری  |
| برج میزان | ۲۳ سپتامبر تا ۲۳ اکتبر (مهر)  | زبرجد      |
| برج عقرب  | ۲۴ اکتبر تا ۲۱ نوامبر (آبان)  | گوشنیت     |
| برج قوس   | ۲۲ نوامبر تا ۲۱ دسامبر (آذر)  | توپاز      |
| برج جدی   | ۲۲ دسامبر تا ۲۱ ژانویه (دی)   | یاقوت      |